# 10 років відродження грошової одиниці України — гривні (срібна монета)
«10 ро́ків відро́дження грошово́ї одини́ці Украї́ни — гри́вні» — срібна ювілейна монета номіналом 100 гривень, випущена Національним банком України, присвячена 10-річчю грошової реформи в Україні.
Монету введено в обіг 29 серпня 2006 року. Вона належить до серії «Відродження української державності».

## Опис монети та характеристики
| Номінал грн. | Метал            | Маса, г | Діаметр, мм | Якість виготовлення | Гурт     | Тираж, штук |
| ------------ | ---------------- | ------- | ----------- | ------------------- | -------- | ----------- |
| 100          | срібло 999 проби | 1000    | 100         | пруф                | рифлений | 1 501       |

### Аверс
На аверсі зображено малий Державний Герб України, під ним — зворотний бік (реверс) обігової монети «Володимир Великий», ліворуч від якого розміщено логотип Монетного двору Національного банку України, а праворуч — рік карбування монети — «2006», по колу розміщено написи: «НАЦІОНАЛЬНИЙ БАНК УКРАЇНИ» (угорі), «СТО ГРИВЕНЬ» (унизу), а також позначення металу та його проби «Ag 999», маса в чистоті — «1000» г.

### Реверс
На реверсі в центрі на тлі банкнот розміщено зображення срібної гривні «XI—XIII ст.» київського типу, праворуч від якої скорочений текст наказу Національного банку України від 26.08.96 № 71 …Про грошову реформу в Україні… Унизу розміщено зображення розмінних монет України, а вгорі по колу напис «10 РОКІВ ВІДРОДЖЕННЯ ГРОШОВОЇ ОДИНИЦІ УКРАЇНИ».

## Автори

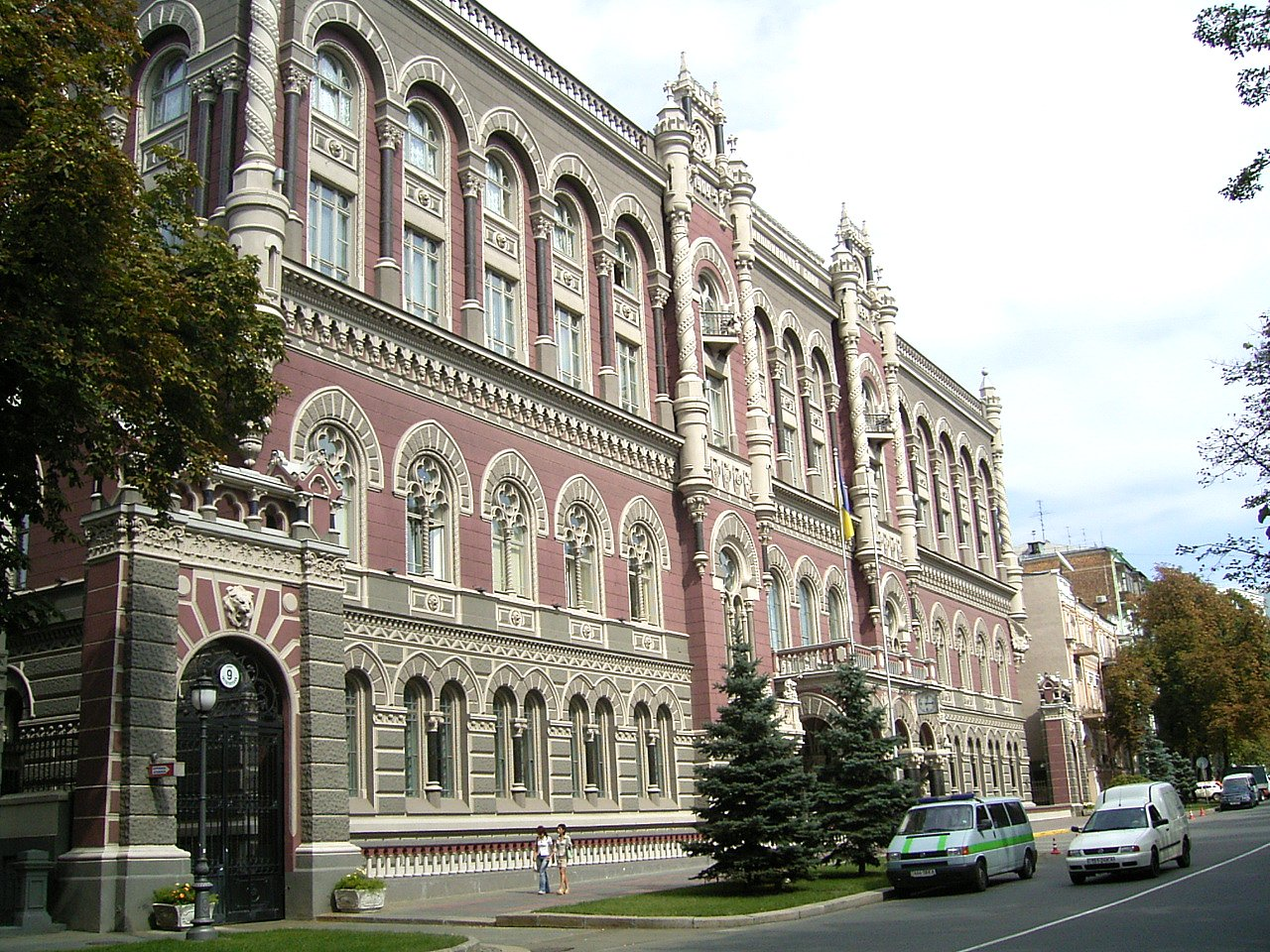
Будівля Національного банку України

- Художник — Іваненко Святослав.
- Скульптор — Іваненко Святослав.

## Вартість монети
Ціна монети — 18551 гривня була вказана на сайті Національного банку України у 2016 році.
Фактична приблизна вартість монети, з роками змінювалася так:
| Рік        | 2010   | 2011   | 2012   | 2013   | 2014    | 2015    | 2016   | 2017   | 2018   | 2019   |
| ---------- | ------ | ------ | ------ | ------ | ------- | ------- | ------ | ------ | ------ | ------ |
| Ціна, грн. | 35 000 | 28 000 | 28 000 | 28 000 | 28 000  | 35 000  | 42 000 | 37 500 | 65 000 | 65 000 |
| Рік        | 2020   | 2021   | 2022   | 2023   | 2024    | 2025    |        |        |        |        |
| Ціна, грн. | 37 500 | 40 000 | 50 000 | 89 000 | 133 000 | 160 000 |        |        |        |        |